# Virginia Ruth Egnor
Virginia Ruth Egnor, bekannt als Dagmar, (* 29. November 1921 in Yawkey, West Virginia; † 9. Oktober 2001 in Ceredo, West Virginia) war eine US-amerikanische Moderatorin und Unterhaltungskünstlerin.

## Karriere
Virginia Ruth Egnor verdiente ihr Geld als Fotomodell, strebte jedoch eine Karriere als Schauspielerin an. 1944 wurde sie von Ole Olsen und Chic Johnson für ihre Broadway-Revue Laffing Room Only entdeckt und sie nahm den Künstlernamen Jennie Lewis an. Von 1946 bis 1948 stand sie neben Bert Lahr in der Produktion Burlesque auf der Bühne.
Der Komiker Jerry Lester entdeckte sie für seine Late-Night-Show Broadway Open House als Sidekick und dumme Blondine. Lester gab ihr den Namen Dagmar, unter welchem sie fortan auftrat. Die kurvenreiche Dagmar, die über ein loses Mundwerk und Wortwitz verfügte, wurde beim Publikum so populär, dass Lester 1951 die Sendung verließ und Dagmar die Moderation übernahm. Life gewährte ihr im selben Jahr ein Titelbild. Obwohl Broadway Open House nach kurzer Zeit abgesetzt wurde, wurde Dagmar der erste große weibliche Star im amerikanischen Unterhaltungsfernsehen. Die New York Times schrieb 1950 über Dagmar:

„[Sie kombiniert] die üppigen Kurven einer Venus, die provokative Anmut einer jungen Mae West und die Tugend einer Pfadfinderin“

1951 trat sie in einem Sketch zusammen mit Frank Sinatra auf und zeigte auch ihr musikalisches Talent. Das Publikum reagierte begeistert auf das Duo und Columbia Records nutze dies, um mit Mama Will Bark eine Single-Veröffentlichung der beiden auf den Markt zu bringen, welche Platz 21 der Billboard-Charts erreichte. 1952 moderierte sie die Unterhaltungsshow Dagmar's Canteen und trat auch in Las Vegas auf. Dagmar blieb bis Ende der 1960er Jahre ein beliebter Gast verschiedener Fernsehsendungen. In den 1970er Jahren begann ihre Popularität zu sinken und Dagmar trat nun vornehmlich in Nachtclubs auf.
Dagmar war dreimal verheiratet, unter anderem mit dem Schauspieler Danny Dayton. Dagmar, die auf dem Höhepunkt ihrer Popularität bis zu 8000 Fanbriefe die Woche erhielt, starb zurückgezogen mit 79 Jahren in ihrer Villa in Ceredo, West Virginia.

## Trivia
Dagmar war Namensgeberin der Dagmar Bumpers. Die konischen Stoßstangenhörner erhielten aufgrund Dagmars üppiger Oberweite ihren Spitznamen. Dagmar selber schien darüber amüsiert.

## Filmografie

### Fernsehen
- 1951: Broadway Open House
- 1951: What’s My Line?
- 1951: The Ken Murray Show
- 1951: The Saturday Night Revue with Jack Carter
- 1951: The Colgate Comedy Hour
- 1951: The Frank Sinatra Show (mehrere Gastauftritte)
- 1951–1952: Dagmar’s Canteen
- 1953: Who Said That?
- 1953–1955: Texaco Star Theatre Starring Milton Berle  (mehrere Gastauftritte)
- 1955: Dollar a Second
- 1955: Masquerade Party (zwei Gastauftritte)
- 1957: The Phil Silvers Show
- 1957: The Mike Wallace Interview
- 1957–1958: The Arthur Murray Party (zwei Gastauftritte)
- 1958: Keep Talking
- 1959: Person to Person
- 1958–1962: Tonight Starring Jack Paar (mehrere Gastauftritte)
- 1962: The Tonight Show
- 1965–1966: The Merv Griffin Show
- 1966: Girl Talk
- 1962–1969: The Mike Douglas Show (mehrere Gastauftritte)

## Theatrografie
- 1944–1945: Laffing Room Only
- 1946–1948: Burlesque
- 1950: Ladies Night in a Turkish Bath

## Diskografie
- 1951: Mama Will Bark / I’m A Fool To Want You  (Frank Sinatra &  Dagmar, Schellackplatte, US #21)